# Narvi (luna)
Narvi je retrogradni naravni satelit Saturna iz Nordijske skupine.

## Odkritje in imenovanje
Luno Narvi  je odkril Scott S. Sheppard s sodelavci leta 2003. Njeno začasno ime je bilo S/2003 S 1. Uradno ime je dobila leta 2005 po Narviju (znan tudi kot Narfi ali Nari) iz nordijske mitologije